# Adam Falckenhagen
Adam Falckenhagen (Grossdalzig bei Delizsch, 26 aprile 1697 – Bayreuth, 6 ottobre 1754) è stato un compositore tedesco di musica per liuto. Allievo di Sylvius Leopold Weiss, fu uno degli ultimi compositori di musica per liuto attivi in Germania nel XVIII secolo.

## Biografia
Nacque a Grossdalzig bei Delizsch, presso Lipsia. La sua prima educazione formale di clavicembalo e liuto gli fu impartita dallo zio Johann Gottlob Erlmann. Successivamente si perfezionò studiando con Johann Jacob Graf a Merseburg. Nel 1734 prestò servizio come musicista alla corte di Bayreuth, dove la Margravia Friederike Sophie Wilhelmine di Prussia, sorella di Federico il Grande e appassionata di liuto, aveva radunato alcuni dei migliori liutisti dell'epoca.
Adam Falckenhagen trascorse da allora la sua vita a Bayreuth, dove morì il 6 ottobre 1754.

## Opere
Adam Falckenhagen rappresenta uno degli ultimi compositori importanti di musica per liuto. Le sue opere evidenziano il passaggio dallo stile barocco allo stile galante, caratterizzato da una maggiore libertà espressiva.
- Sonate di Liuto, op. 1 (Norimberga, circa 1740)
- 6 partite di Liuto, op. 2 (Norimberga, circa 1742)
- 6 concerti di liuto, flauto, opera nuova [op. 3] (Norimberga, circa 1743)
- Preludio nel quale sono contenuti tutti i tuoni musicali